# Hercules - Il cane di Babbo Natale
Hercules - Il cane di Babbo Natale (Hercules Saves Christmas) è un film del 2011 diretto da Edward Hightower.  
Il film è conosciuto anche con il titolo Santa's Dog.

## Trama
Hercules è il grosso cane parlante di Babbo Natale e ha il compito di selezionare ogni anno uno dei bambini della lista dei pestiferi per farlo diventare buono. La sua scelta ricade su Max Moogle, un dodicenne orfano con una spiccata propensione a cacciarsi nei guai. Riportato all'orfanotrofio la sera del 23 dicembre dopo il quinto tentativo di adozione fallito, Max incontra Hercules, che lo porta al cospetto di Babbo Natale al polo nord. Per diventare buono, Max dovrà aiutare Rick Wilder, aspirante alla posizione di responsabile delle vendite di una grande catena di negozi di giocattoli, a ritrovare lo spirito del Natale.